# Omanosaura cyanura
Espèce
Synonymes
- Lacerta cyanura Arnold, 1972

Statut de conservation UICN

 LC  : Préoccupation mineure
Omanosaura cyanura est une espèce de sauriens de la famille des Lacertidae.

## Répartition
Cette espèce se rencontre en Oman et aux Émirats arabes unis.

## Description
C'est un lézard terrestre.
L'holotype d'Omanosaura cyanura, une femelle juvénile, mesure 164,5 mm dont 115 mm pour la queue. Cette espèce a la face dorsale brun café pâle teinté de gris avec la zone vertébrale plus pâle. Sa face ventrale est blanche avec la gorge et la poitrine (entre les membres antérieurs) bleu turquoise clair. Sa queue, à l'exception de sa racine, est bleu turquoise avec la face interne moins soutenue. Son iris est beige argenté et sa langue grise.

## Publication originale
- Arnold, 1972 : Lizards with northern affinities from the mountains of Oman. Zoologische Mededelingen, vol. 47, p. 111-128 (texte intégral).